# Vindegga (Borg-Massiv)
Die Vindegga (norwegisch für Windrücken) ist ein Gebirgskamm mit niedrigen Gipfeln im ostantarktischen Königin-Maud-Land. Im südlichen Teil des Borg-Massivs erstreckt er sich vom Huldreslottet in nördlicher Richtung.
Norwegische Kartographen, die ihn auch benannten, kartierten ihn anhand von Vermessungen und Luftaufnahmen der Norwegisch-Britisch-Schwedischen Antarktisexpedition (1949–1952).